# Vũ Di
Vũ Di là một xã thuộc huyện Vĩnh Tường, tỉnh Vĩnh Phúc, Việt Nam.
Xã Vũ Di có diện tích 3.78 km², dân số năm 1999 là 3923 người, mật độ dân số đạt 1038 người/km².

## Địa lý
Vũ Di tiếp giáp các xã Thượng Trưng, Vĩnh Sơn, Bình Dương, Vân Xuân và thị trấn Vĩnh Tường
Xã có 4 thôn là: Yên Nhiên, Vũ Di, Yên Trình, Xuân Lai.

### Danh nhân
- Đội Cấn (1881-1918) Ông tên thật là Trịnh Văn Đạt, sinh năm 1881, người làng Yên Nhiên, phủ Vĩnh Tường, nay thuộc xã Vũ Di, huyện Vĩnh Tường, tỉnh Vĩnh Phúc. Nhà nghèo, năm 1910, ông đăng lính khố xanh thay cho anh trai với cái tên là Trịnh Văn Cấn, sau thăng dần lên chức đội lính khố xanh trong cơ binh Pháp đóng ở Thái Nguyên, vì thế ông được gọi là Đội Cấn.
- Lê Xoay (1912-1942), Bí thư đầu tiên của Đảng bộ Đảng Cộng sản Việt Nam tỉnh Vĩnh Yên. Ông còn có bí danh là Lê Phúc Thành, người làng Yên Nhiên, tổng Thượng Trưng, phủ Vĩnh Tường, tỉnh Vĩnh Yên, nay thuộc xã Vũ Di, huyện Vĩnh Tường.

## Kinh tế
Là 1 xã thuần nông.